# Avancarte
Die Avancarte in Bremen, Eigenschreibweise AvanCarte, ist ein im 19. Jahrhundert gegründeter Großhandel und eines der führenden Verlags-, Handels- und Serviceunternehmen für Glückwunschkarten und Geschenkverpackungen in Deutschland. Sitz des Unternehmens ist der Bremer Ortsteil Hastedt, Insterburger Straße 16/18.

## Geschichte
Das Unternehmen wurde ursprünglich durch den vormaligen Handelsvertreter Albert Rosenthal gegründet, der sich im Jahr 1891 selbständig machte mit einem „Luxuspapier-Großhandel und Ansichtskartenverlag“. Die jahrzehntelang tätige Firma mit ihrem Ansichtskarten-Verlag und insbesondere die gesamte jüdische Familie des Unternehmers waren ab der Zeit des Nationalsozialismus jedoch immer stärkeren Zwangsmaßnahmen durch das NS-Regime ausgesetzt bis hin zu Deportationen in verschiedene Konzentrationslager mit Todesfolgen. In der Folge führten zunächst zwei Angestellte  das Unternehmen weiter.
In der Nachkriegszeit und noch unter den Britischen Militärbehörden verkaufte 1948 ein Nachkomme von Albert Rosenthal den Verlag. Diesen kaufte 1974 schließlich der Unternehmer Günter Garbrecht, der den Verlag weiterführte unter dem neuen Namen Verlag Papeterie und in diese GmbH zwei weitere ehemals selbständige Familienunternehmen eingliederte. Der nach der ursprünglichen Wortbedeutung auch kurz „Papeterie“ genannte Ansichtskartenverlag beging mit Rückbesinnung auf die Gesamtgeschichte des Verlages 1991 sein hundertjähriges Gründungsjubiläum.
2002 wurde das Unternehmen umfirmiert und erhielt seinen heutigen Namen. Zum Produktportfolio zählen neben Gruß- und anderen Karten wie etwa Trauerkarten auch Geschenkverpackungen, -bänder und andere Papeteriewaren. Das Sortiment ist insbesondere auf die Belieferung für den Fachhandel ausgerichtet.
Avancarte ist Mitglied der Arbeitsgemeinschaft der Hersteller und Verleger von Glückwunschkarten (AVG).

## Sonstige Publikationen
Bücher:
- Barbara Wedekind-Reich: Traumwelt aus Sonne, Wind und Meer, Bremen: AvantCarte, 2008, ISBN 978-3-00-023232-9